# مگس‌های بال‌نیزه‌ای
مگس‌های بال‌نیزه‌ای (نام علمی: Lonchopteridae) نام یک تیره از زیرراسته کوتاه‌شاخکان است.